# 1274
1274. је била проста година.

## Догађаји
- 6. јул — Византијски цар Михаило VIII Палеолог склопио црквену унију са папством у француском граду Лиону.

- 7. мај – Други Лионски сабор: Папа Гргур X сазива сабор у Лиону, након што је византијски цар Михаило VIII Палеолог дао уверавања да је Православна црква спремна да се уједини са Римом. Сабор прихвата споразум између Католичке цркве и Православне цркве о неколико кључних питања – православном прихватању папског примата и прихватању Никејског символа вере са додатом клаузулом Филиокве. Папа Гргур одобрава десетину за подршку напорима да се Света земља ослободи од муслимана и решење Великог раскола, које се на крају показује неуспешним. Сви осим четири просјачка реда фратара су потиснути. Католичко учење о чистилишту је први пут дефинисано.
- Новембар – Царска скупштина у Нирнбергу наређује да се сва крунска имања заплењена од смрти цара Фридриха II врате краљу Рудолфу I. Скоро сви европски владари се слажу, са изузетком Отокара II, краља Бохемије, који је имао велике користи од освајања или на други начин доласка у посед многих од тих земаља.
- 2. август – Едвард I од Енглеске се коначно враћа из Свете земље да би био крунисан за краља Енглеске 19. августа у Вестминстерској опатији, две године након смрти свог оца, краља Хенрија III.
- 21. септембар – Волтер де Мертон, енглески канцелар и регент, повлачи се из краљевске службе у корист Роберта Бернела, који постаје снажан савезник едвардијанског режима.
- Почео је први главни попис Стотине писама, енглеског пописа који се сматра наставком Књиге страшног суда (завршене 1086. године); трајао је до 1275. године.
- Абу Јусуф Јакуб ибн Абд ел-Хак, маринидски владар, мирно улази у Сеуту, окончавајући око 40 година независности града.
- 4–19. новембар – Битка код Бунеја: Снаге монголске династије Јуан из Кине нападају Јапан. Након освајања јапанских насеља на острвима Цушима и Ики, Кублај-канава флота се креће ка Јапану и искрцава се у заливу Хаката. Њихово искрцавање није без отпора: стари морски зид протеже се дуж већег дела залива, а иза њега су стационирани ратници Хоџоа Токимунеа. Јапанци отварају борбу звиждућим стрелама , осмишљеним да узнемире и застраше своје непријатеље. Монголи користе бомбе против јапанских снага и успевају да пробију на неколико места, спаљујући оближњи град Хаката (данашња Фукуока). Освајачи су на крају одбијени, и након што су нанели велике губитке Јапанцима, наређено је повлачење.
- Ничирен, јапански свештеник и филозоф, одлази у егзил на планини Минобу. Он предводи широко распрострањени покрет следбеника у Канту и Саду, углавном кроз своје плодно писање писама.
- 1. мај – У Фиренци, деветогодишњи Данте први пут види осмогодишњу Беатриче, своју доживотну музу. Она се касније појављује као један од његових водича у Божанственој комедији, Рају и Чистилишту.
- Папа Гргур X доноси декрет да се конклаве (окупљања Кардиналског колеџа на којима се одржавају избори за римског епископа) користе за папске изборе, реформишући изборни процес који је трајао више од 3 године да би се изабрао. Гргур X добија регион Ромања од Рудолфа I, у замену за његово признање за цара Светог римског царства. Овим важним стицањем, Папска држава постаје други највећи блок моћи у Италији после Краљевине Сицилије.

## Рођења
- 11. јул — Роберт Брус, краљ Шкотске (1306—1329). (†1329)

## Смрти

### Јануар
- 7. март — Тома Аквински, италијански филозоф. (* 1225)

### Април
- 22. јул — Енрике I од Наваре, краљ Наваре